# SN 2007rj
SN 2007rj – supernowa typu Ia odkryta 2 listopada 2007 roku w galaktyce A015358-0005. W momencie odkrycia miała maksymalną jasność 22,50m.